# Dodonidia helmsii
Genre
Espèce
Dodonidia helmsii est une espèce de lépidoptères (papillons) endémique de Nouvelle-Zélande. Elle est l'unique représentante du genre monotypique Dodonidia, dans la famille des Nymphalidae et la sous-famille des Satyrinae.

## Noms vernaculaires
Dodonidia helmsii se nomme en anglais Forest Ringlet, Beech Forest Butterfly, Helms' Butterfly ou encore Silver streak.

## Morphologie
L'imago de Dodonidia helmsii est un papillon de taille moyenne. Le dessus des ailes est brun largement rayé d'ocre, avec un gros ocelle noir pupillé de blanc aux ailes antérieures et trois aux ailes postérieures. Le revers des ailes antérieures est brun rayé d'ocre avec le même ocelle noir pupillé de blanc, tandis que le revers des ailes postérieures est marron rayé de blanc avec une série de trois ocelles noirs soudés près de l'apex, et un gros ocelle largement cerclé d'orange près de l'angle anal.
La chenille est de couleur verte avec deux cornes à chaque extrémité.

## Biologie
Les plantes hôtes de la chenille sont Gahnia pauciflora, Gahnia procera, Chionochloa cheesemanii, Chionochloa conspicua et Carex geminata.
L'imago vole en janvier et février.

## Distribution et biotopes
Dodonidia helmsii est endémique de Nouvelle-Zélande, où il est présent sur l'île du Nord et l'île du Sud. 
On le trouve en forêt, dans la canopée.

## Conservation
L'espèce est considérée comme en danger. Une cause possible de son déclin est l'introduction de guêpes qui parasitent ses chenilles.

## Systématique
Le genre Dodonidia et son unique espèce Dodonidia helmsii ont été décrits par le zoologiste britannique Arthur Gardiner Butler en 1884.